# Grande mosquée de Kachmar
Le Grande Mosquée de Kachmar est une mosquée de la ville de Kachmar, en Iran. 
Elle a été construite par les Fath Ali Chah Qadjar,.